# T-kontoret
T-kontoret var en svensk efterretningstjeneste, der var aktiv mellem 1946 og 1965. Det var efterfølgeren til C-byrån og forgængeren til IB. T-kontoret blev ledet af Thede Palm.